# Théo Chennahi
Théo Chennahi (* 6. Februar 2005 in Marseille) ist ein französisch-algerischer Fußballspieler, der aktuell beim HSC Montpellier in der Ligue 1 spielt.

## Karriere
Chennahi begann seine fußballerische Ausbildung 2013 beim Burel FC, einem Fußballerverein in seiner Geburtsstadt Marseille. Nach vier Jahren wechselte er 2017 zu ASPTT Marseille, wo er zwei Jahre lang spielte, ehe er zum Juniorenverein des SC Air Bel ging. Im Sommer 2020 wechselte er ins Juniorenleistungszentrum des HSC Montpellier. Direkt in seiner ersten Spielzeit 2020/21 kam er zu einem Tor in fünf Partien für die B-Junioren. In der Spielzeit 2021/22 spielte und traf er für die U17- und die U19-Mannschaft in der Liga und im U-19-Pokal. Zudem stand er schon bei der Reservemannschaft im Kader. 2022/23 spielte er nur noch für die A-Junioren und die zweite Mannschaft in der National 3. Auch 2023/24 lief er für die beiden Mannschaften auf und bestritt im Gegensatz zur Vorsaison die Finalspiele der U19-Meisterschaft. Darüber hinaus stand er bei den Profis in der Coupe de France im Kader. Nachdem er zu Beginn der Folgespielzeit bereits an den ersten drei Spieltagen auf der Bank saß, debütierte er nach Einwechslung gegen Stade Rennes für die Profis in der Ligue 1.